# Vi tackar för skörden
Vi tackar för skörden är en psalm vars text är skriven av Brian Wren och översatt till svenska av Tomas Boström. Musiken är en traditionell melodi.
Musikarrangemanget i Psalmer i 2000-talets koralbok finns i två versioner. Den ena versionen är gjord av Common Ground Editors och den andra av Lars Åberg.

## Publicerad som
- Nr 811 i Psalmer i 2000-talet under rubriken "Verklighetsuppfattning, tillvaron som Guds skapelse".

Musikarrangemanget i Psalmer i 2000-talets koralbok är gjort av Lars Åberg.